# إيمي سمير غانم
إيمي سمير غانم (31 مارس 1987 -)، ممثلة كوميدية مصرية، والدها هو الفنان سمير غانم، والدتها الفنانة دلال عبد العزيز، وشقيقتها الوحيدة هي الفنانة دنيا سمير غانم وزوجها هو الممثل حسن الرداد.

## عن حياتها
درست إدارة الأعمال في مودرن أكاديمي، دخلت المجال الفني في عام 2005 في مسلسل عائلي جمعها مع والديها وشقيقتها حمل اسم «عائلة أستاذ أمين»، نالت دور البطولة المطلقة بعام 2014 خلال الموسم الأول من مسلسل هبة رجل الغراب، ثم مسلسل نيللي وشريهان إلى جانب شقيقتها دنيا.

### زواجها
في 4 نوفمبر 2016 تزوجت من الممثل حسن الرداد. وفي 2 يناير 2023 رزقت بمولودها الأول.

## أعمالها

### الأفلام
| - البدلة:2018-نجاة صغيره والدة وليد - عشان خارجين:2016-ليلى مراد + غناء - زنقة ستات:2015-لبنى + غناء - هاتولي راجل:2013-دينا | - تيتة رهيبة:2012-منار - غش الزوجية:2012-سلمى فؤاد - 18 يوم:2011-شيري زوجة أشرف ف10 - إكس لارج:2011-مي | - سيما علي بابا:2011-بدارة - بلبل حيران:2010-د / أمل - سمير وشهير وبهير:2010-سميرة سمير (صغيرة) - عسل إسود:2010-ميرفت |

### المسلسلات
| - سوبر ميرو:2019-أميرة زكي طفطف - عزمي وأشجان:2018-أشجان - في ال لا لا لاند:2017-كابتن الطيارة ح11، 30 - نيللي وشريهان:2016-شريهان - حق ميت:2015-حنين - لهفة:2015-ضيفه شرف | - إمبراطورية مين:2014-ضيفه شرف - فيفا أطاطا:2014-لميس / نوسة / هند / فتحية / شاه / إنجي / زينات - هبة رجل الغراب(ج1، 2) :2014-هبة - عريس دليفري:2011-ايمان - نونة المأذونة:2011-ليلى حلمي ح7، 8 - بالشمع الأحمر:2010 | - حكايات وبنعيشها: كابتن عفت:2010-ضحي عادل شاهين - لحظات حرجة(ج2، 3):2010، 2012-عائشة - الوديعة والذئاب:2009 - خاص جدا:2009-حبيبة - الهاي سكول:2008-شرويت - رست هاوس:2008-سحر كامل نظمي (سيت كوم) |

| - سوبر هنيدي(ج3، 4) :2014، 2015-الخطيبة - عصام والمصباح(ج1، 2) :2011، 2012 - بوجي وطمطم والكنز المفقود:2009-طمطم - عائلة أستاذ أمين:2005-ابنه تامر - ولاد اللذينة:2007 - ترا لم لم:2006-بنت ترالم لم | - اتنين في واحد:2021-سناء - فرقة سيكا:2016 - ديليفري:2015 - أزمة نفسية:2014 - جرى أيه يا عمر:2013-مروه - اتنين على مافيش:2012 - الحبيبة التلاتة:2011 |

### ضيفة البرامج
| - وش السعد:2016 - توأم روحي:2019 - سهرانين:2019 - مع حمد شو 4: 2019 - أنا وبنتي:2018 - قعدة رجالة ج2: 2018 - قهوة أشرف:2018 | - بيومي أفندي 2: 2017 - تع إشرب شاي:2017 - حكايتي مع الزمان:2017 - عيش الليلة:2017 - ساترداي نايت لايف بالعربي:2016 - في بيتنا ضيف:2016 - 5 موووواه:2015 | - أبلة فاهيتا من الدوبلكس:2015 - خليها علينا:2015 - ريتنغ رمضان:2015 - سر حليمة:2015 - ليلة سمر:2015 - بوضوح:2014 - رجعنا صغيرين:2014 | - صاحبة السعادة:2014 - لعبة الأجزخانة:2014 - مشبه عليك:2014 - معكم منى الشاذلي:2014 - واحد من الناس:2008 - 90 دقيقة:2006 - البيت بيتك:2004 |

## وصلات خارجية
- إيمي سمير غانم على موقع IMDb (الإنجليزية)
- إيمي سمير غانم على موقع الدهليز
- إيمي سمير غانم على موقع قاعدة بيانات الأفلام العربية
- إيمي سمير غانم على موقع قاعدة بيانات الفيلم (الإنجليزية)